# Puthukkad
Puthukkad è una suddivisione dell'India, classificata come census town, di 12.500 abitanti, situata nel distretto di Thrissur, nello stato federato del Kerala. In base al numero di abitanti la città rientra nella classe IV (da 10.000 a 19.999 persone).

## Geografia fisica
La città è situata a 10° 25' 38 N e 76° 16' 16 E.

## Società

### Evoluzione demografica
Al censimento del 2001 la popolazione di Puthukkad assommava a 12.500 persone, delle quali 6.037 maschi e 6.463 femmine. I bambini di età inferiore o uguale ai sei anni assommavano a 1.394, dei quali 705 maschi e 689 femmine. Infine, coloro che erano in grado di saper almeno leggere e scrivere erano 10.470, dei quali 5.123 maschi e 5.347 femmine.